# Collegio uninominale Toscana - 04 (Camera dei deputati 2020)
Il collegio elettorale uninominale Toscana - 04 è un collegio elettorale uninominale della Repubblica Italiana per l'elezione della Camera dei deputati.

## Territorio
Come previsto dalla legge n. 51 del 27 maggio 2019, il collegio è stato definito tramite decreto legislativo all'interno della circoscrizione Toscana.
È formato dal territorio dell'intera provincia di Pisa (37 comuni) e dal comune di Fucecchio nella città metropolitana di Firenze.
Il collegio è parte del collegio plurinominale Toscana - 03.

## Eletti
| Elezione | Elezione | Deputato       | Partito |
| -------- | -------- | -------------- | ------- |
|          | 2022     | Edoardo Ziello | Lega    |

## Dati elettorali

### XIX legislatura
Come previsto dalla legge elettorale, 147 deputati sono eletti con sistema a maggioranza relativa in altrettanti collegi uninominali a turno unico.
| Candidati                                 | Candidati                | Voti    | %     | Liste                          | Voti    | %     |
| ----------------------------------------- | ------------------------ | ------- | ----- | ------------------------------ | ------- | ----- |
|                                           | Edoardo Ziello ✔️ Eletto | 91 823  | 40,06 | Fratelli d'Italia              | 61 203  | 26,70 |
| Lega per Salvini Premier                  | Edoardo Ziello ✔️ Eletto | 91 823  | 40,06 | 17 408                         | 7,60    |       |
| Forza Italia                              | Edoardo Ziello ✔️ Eletto | 91 823  | 40,06 | 12 351                         | 5,39    |       |
| Noi moderati/Lupi - Toti - Brugnaro - UDC | Edoardo Ziello ✔️ Eletto | 91 823  | 40,06 | 861                            | 0,38    |       |
|                                           | Stefano Ceccanti         | 79 982  | 34,90 | Partito Democratico-IDP        | 59 932  | 26,15 |
| Alleanza Verdi e Sinistra                 | Stefano Ceccanti         | 79 982  | 34,90 | 12 241                         | 5,34    |       |
| +Europa                                   | Stefano Ceccanti         | 79 982  | 34,90 | 6 774                          | 2,96    |       |
| Impegno Civico - Centro Democratico       | Stefano Ceccanti         | 79 982  | 34,90 | 1 035                          | 0,45    |       |
|                                           | Claudio Loconsole        | 26 809  | 11,70 | Movimento 5 Stelle             | 26 809  | 11,70 |
|                                           | Lio Michele Passarelli   | 16 765  | 7,31  | Azione - Italia Viva - Calenda | 16 765  | 7,31  |
|                                           | Stefano Teotino          | 5 049   | 2,20  | Unione Popolare                | 5 049   | 2,20  |
|                                           | Manuela Terranova        | 3 635   | 1,59  | Italexit                       | 3 635   | 1,59  |
|                                           | Francesco Sale           | 3 274   | 1,43  | Italia Sovrana e Popolare      | 3 274   | 1,43  |
|                                           | Sabina Bargagna          | 1 865   | 0,81  | Vita                           | 1 865   | 0,81  |
| Totale                                    | Totale                   | 229 202 | 100   |                                | 229 202 | 100   |
|                                           |                          |         |       |                                |         |       |
| Schede bianche                            | Schede bianche           | 3 107   | 1,30  |                                |         |       |
| Schede nulle                              | Schede nulle             | 6 775   | 2,83  |                                |         |       |
| Votanti                                   | Votanti                  | 239 084 | 70,52 |                                |         |       |
| Elettori                                  | Elettori                 | 339 054 |       |                                |         |       |